# Szolem Mandelbrojt
Szolem Mandelbrojt   (Varsòvia, 20 de gener de 1899 - 14è districte de París, 23 de setembre de 1983) va ser un matemàtic francès d'origen jueu polonès.

## Vida
Nascut a Varsòvia, quan encara formava part de l'Imperi Rus de família jueva procedent de Lituània, va estudiar a les universitats de Varsòvia i de Khàrkiv (avui Ucraïna) on va conèixer Serguei Bernstein.
El 1920 es trasllada a París on continua els seus estudis amb Lebesgue, Hadamard i Montel al Collège de France. El 1923 obté el doctorat amb una tesi dirigida per Hadamard amb qui publica conjuntament La série de Taylor et son prolongement analytique, una monografia sobre anàlisi clàssica que havia estudiat pel seu doctorat. En els anys següents farà algunes estances de recerca a Roma on coincidirà amb André Weil.
El 1926, després d'obtenir la ciutadania francesa i casar-se, se'n va com a professor a la Universitat de Rice (Texas), però torna l'any següent a la Universitat de Lilla.
El 1929 passa a la Universitat de Clermont-Ferrand on coneixerà René de Possel amb qui freqüentarà els seminaris de Poincaré a París dels que sorgirà el nucli fundador de N. Bourbaki, del que formarà part com a membre de més edat. La seva permanència al grup serà curta per la seva marxa als Estats Units.
El 1938 és nomenat professor al Collège de France, però la caiguda de França en mans dels nazis, l'obliga a emigrar, ja que és jueu, tornant a la Universitat de Rice. En finalitzar la Segona Guerra Mundial torna a la seva càtedra del Collège de France, encara que continuarà la seva col·laboració amb la Universitat de Rice.
El 1972 es va jubilar del Collège de France. En els seus darrers anys es va dedicar a la publicació de les obres de Jacques Hadamard (1968) i un llibre sobre la seva vida i obra (1969).
És oncle del també conegut matemàtic Benoit Mandelbrot “pare dels fractals”. En morir, el 1983, va ser enterrat al mausoleu de la família de la seva dona, els Grunwaldt, al cementiri nou de Neuilly, dissenyat per l'arquitecte Hector Guimard.

## Principals Obres
- 1927. Modern researches on the singularities of functions defined by Taylor's series
- 1935. Séries de Fourier et classes quasi-analytiques de fonctions
- 1942. Analytic functions and classes of infinitely differentiable functions
- 1952. Séries adhérentes, régularisation des suites, applications
- 1958. Composition theorems
- 1969. Séries de Dirichlet. Principes et méthodes